# Санчес, Куко
Куко Санчес (исп. Cuco Sanchez) (3 мая 1921 года, Альтамира, Тамаулипас, Мексика — 6 октября 2000 года, Мехико, Мексика) — известный мексиканский сольный певец, композитор и актёр.

## Биография
Родился 3 мая 1921 года в местечке Альтамира, Тамиулипас в Мексике. Свою сольную карьеру в качестве певца начал в 1937 году, но исполненная им новая душевная песня в 1939 году бьёт высшие строчки хит-парадов и юный певец каждый раз, исполняя свою новую песню, пел её с душой, и песни исполненные им взрывали первые строчки хит-парадов. Всего написал свыше 200 песен и 500 мелодий, многие из которых прозвучали в некоторых телесериалах, где он был главным композитором.
Также он был известен как поющий актёр с гитарой, где его герои не только разговаривали, но и исполняли душевные песни. В 1989 году актёр исполнил роль самого себя в образе героя Дона Куко, в культовой мексиканской теленовелле Просто Мария, где актёр неожиданно появлялся в кадре и исполнял песни. В конце сериала Просто Мария (143-я серия), во время венчания Марии Лопес и Виктора Каррено, актёр исполнил первую песню саундтрека, к заставке телесериала, которую к заставкам исполнял мексиканский певец и композитор Пако Наваретте. Версия песни актёра, в отличие от Пако Наваретте, показалась наиболее душевной и чувствительной.
Он стоял в одном ряду с величайшими мексиканскими актёрами: Марией Феликс, Педро Армендарисом, и Луисом Бунюэлем.
Он исполнял лишь революционные и народные песни, но многие фразы из песен, исполненные им, вошли в бытовой обиход и стали использоваться как фольклорные басни, загадки, даже пословицы и поговорки.
Скончался 6 октября 2000 года в Мехико от старческой болезни и похоронен на кладбище «Пантеон». Его смерть вызвала переполох среди поклонников его творчества. Узнав, что известный певец ушёл из жизни, вся Мексика оплакивала своего любимого кумира, даже мужчины не могли сдержать слёз.

## Фильмография
- 1989: «Просто Мария» — Дон Куко (дубляж Владислав Ковальков)

## Музыкальные композиции
- Я разбил сердце
- Всегда холодный
- Моя большая любовь
- Крик гитары
- Прошлой ночью, я плакала
- Обручальное кольцо